# Njuz.net
Njuz, punim nazivom Njuz.net, srpski je satirični veb sajt koji na svojim stranicama objavljuje izmišljene vesti, pod sloganom „Vesti u ogledalu“. Od nastanka sajta, više puta se dogodilo da pojedine medijske kuće s njega prenesu izmišljene vesti kao istinite. U pisanju članaka pomažu i čitaoci koji mogu da šalju svoje tekstove. Udruženje novinara Srbije (UNS) dodelilo je 2011. sajtu nagradu "Dimitrije Davidović" za uređivačku politiku. SHARE konferencija je 2011. dodelila Njuz.netu nagradu za aktivizam na društvenim mrežama. Njuz je dobitnik i tri nagrade Webfesta u kategorijama zabava 2011. i 2012, i nagradu za najbolji sajt 2011. Časopis PC Press je na svojoj tradicionalnoj godišnjoj listi 50 najboljih srpskih sajtova proglasio Njuz.net najboljim sajtom u domenu zabave za 2010. i 2011. godinu.

## Nastanak
Sajt je nastao po uzoru na američki sajt The Onion. Tvorci sajta kažu da je do njegovog nastanka došlo zbog potpunog nedostatka satire u srpskoj javnosti. Najpre je na društvenoj mreži Facebook osnovana grupa, koja je nakon dobrog odziva prerasla u sajt. Sajt je pokrenut 10. oktobra 2010, mesec dana ranije nego što je planirano, kako bi zvaničan datum bio 10. 10. 10, kao i da bi se iskoristio viralni efekat vesti Džedaji podržali anti-gej demonstracije ili provokacija Sith-a?. Zahvaljujući bazi sa Facebook grupe, samo 24 časa nakon osnivanja stranicu je posetilo preko 10.000 ljudi, a već narednog dana broj posetilaca prerastao je na 25.000.

## Vesti prenete kao prave
Nekoliko vesti sa sajta Njuz.net više medija prenelo je kao istinite.
- Decembra 2010. izašao je članak Srbin ubio ajkulu ubicu u Šarm el Šeiku koji govori o tome kako je navodno pijani Srbin na letovanju u Egiptu skočivši u more pao na ajkulu ubicu koja je terorisala obalu[а] i pritom je na mestu ubio, čime je spasao turističku sezonu. Mediji koji su poverovali u vest i preneli je, opisivali su je kao neverovatnu, pa je dospela i na naslovne strane.[5] Kao pravu su je najpre preneli makedonska Večer i hrvatski Jutarnji list.[5] Vest se kasnije raširila i po ruskim medijima koji su za nju bili veoma zainteresovani, a Komsmolskaja pravda je čak otišla dotle da je dala i objašnjenje zasnovano na zakonima fizike.[5] Postoji i igrica.
- Jula 2013. u udžbeniku „Direktni marketing“ za Ekonomski fakultet u Kragujevcu, čiji je autor docent Milan Kosić, preneta je kao istinita satirična vest da je kompanija Fejsbuk zabranila korišćenje fejsbuka zaposlenima u toku radnog vremena.[6] Povodom ovog događaja, zbog kojeg je docent isključio svoj mobilni telefon, Studentski parlament i Udruženje studenata Ekonomskog fakulteta u Kragujevcu izjavili su u saopštenju da profesoru daju bezuslovnu podršku, dok je zaštitnik građana Republike Srbije Saša Janković izjavio da nije Kosić glavni problem, već to što je udžbenik prošao lupu državne Komisije za akreditaciju i proveru kvaliteta.[7]
- Sredinom septembra 2013. pojedini frankofoni mediji iz Francuske, Belgije i Švajcarske preneli su Njuzovu vest u kojoj se navodi da je Dominik Stros-Kan, tada novopridošli finansijski savetnik u Vladi Republike Srbije, od Aleksandra Vučića, prvog potpredsednika Vlade, zatražio da hitno zaposli više žena u Vladi Srbije, kao znak podrške rodnoj ravnopravnosti. Francuski portal DirectMatin otkrio je grešku i izvinio se čitaocima zbog objavljivanja netačne informacije. Vest je parodija na Stros-Kanov skandal od dve godine ranije.[8]

## Paralelni projekti redakcije
- "The Global Edition" je sajt sa lažnim vestima koji redakcija "Njuz.net"-a uređuje na engleskom jeziku. Iako pojedine vesti jesu preuzete sa originalnog sajta (i obratno), reč je o odvojenom projektu.[9]
- "Svetskoprvenstvo.com" je portal pokrenut kao šaljiv specijal na temu Svetskog prvenstva u fudbalu 2014.[10]
- "Evropskoprvenstvo.com" je portal za praćenje Evropskog prvenstva u košarci 2014. na Njuz način[10]

### 24 minuta sa Zoranom Kesićem
Od 2013. godine, članovi redakcije u saradnji sa voditeljem Zoranom Kesićem rade na scenariju za satiričnu emisiju "24 minuta". Pilot epizoda je prikazana u julu te godine na "Prvoj srpskoj televiziji", ali je od septembra redovno prikazivanje otpočelo na TV B92.

### Knjige
Njuz.net je do sada objavio tri knjige, "Ovo nam možda nije trebalo", u izdanju Korneta 2011, "Knjiga za sajam" u izdanju Korneta 2012. i "Prava istorija sveta" u izdanju Lagune 2015. godine. Knjiga "Prava istorija sveta" predstavlja Njuzovo viđenje istorije i mesecima je bila među najprodavanijim knjigama u zemlji.

### Podcast
Od 9. septembra 2020. na svom jutjub kanalu i Spotifaju imaju podkast na kom komentarišu aktuelne političke, društvene i kulturne događaje, a prva emisija bila je posvećena poseti Aleksandra Vučića Vašingtonu, kao i izbacivanju Novaka Đokovića sa US Opena. Postavku podkasta čine Nenad Milosavljević, Viktor Marković, Marko Dražić i Jelisaveta Miletić.

### POPcast
Od 31. oktobra 2022. na svom jutjub kanalu i Spotifaju imaju podkast u kom komentarišu različite segmente pop kulture (muziku, film, serije, knjige i druge). Postavku podkasta čine Nenad Milosavljević, Viktor Marković, Marko Dražić i Jelisaveta Miletić.

## Napomene
1. ↑  U to vreme je ajkula zaista napadala i ubijala ljude u Šarm el Šeiku.